# 틴에이지 크라켄 루비
《틴에이지 크라켄 루비》(영어: Ruby Gillman, Teenage Kraken)은 드림웍스 애니메이션이 제작하고 유니버설 픽처스가 배급한 2023년 미국 액션 코미디 애니메이션 영화이다. 커크 드미코가 감독하고 파린 펄이 공동감독을 맡았으며 팜 브레디가 브라이언 C. 브라운과 엘리엇 디기세피와 함께 각본을 썼다. 성우로 라나 콘도어, 토니 콜렛, 애니 머피, 샘 리차드슨, 라이자 코시, 윌 포테이, 콜먼 도밍고, 재보키 영화이트, 블루 챕먼과 제인 폰다가 참여했다.
15세의 인간형 크라켄 소녀 루비 길먼(콘도어 역)이 주인공으로 오션사이드 고등학교에서 일상을 찾기위해 분투한다. 어떤 친구 말이든 절대로 바다에 들어가지 말라는 어머니(콜렛 역)의 말을 어긴 루비는 자신이 할머니(폰다 역)의 뒤를 이을 크라켄 왕국의 후계자이며 사악한 인어로부터 바다를 보호해야 하는 숙명을 탔다는 사실을 알게 되면서 이야기가 전개된다.
본래 브라운과 디기세피가 몇 년간 준비한 도안으로 드림웍스 애니메이션에 제작을 제안해 시작됐다. 2021년 6월에 《길먼 가족을 만나세요》라는 제목으로 공식발표됐으며 2022년 개봉을 예정했다. 2023년 3월, 성우진 대부분이 공개됐으며 원래 감독을 맡을 폴 티빗 대신 드미코가 담당하는 것으로 보도됐다. 제작시 참고작품으로 《이지 A(2010)》, 《레이디 버드(2017)》, 《북스마트(2019)》와 존 휴스 영화들이 있었다. 스테파니 이코노모가 영화 내 노래들을 작곡했으며 영국의 싱어송라이터 미미 웹과 프레야 라이딩스가 영화전용 음악들을 불렀다.
《틴에이지 크라켄 루비》는 2023년 6월 15일 안시 국제 애니메이션 영화제에서 초연했으며 미국서 6월 30일 개봉됐다. 평론가들로부터 복합적 및 긍정적인 평가를 받았으며, 목소리 연기, 애니메이션과 등장인물들이 호평을 받았으나 각본이 아쉽다는 지적을 모았다. 약 7000만 달러 예산에 흥행수익이 4620만 달러를 기록해 상업적 참패를 기록한 박스오피스 봄으로 남았다.

## 줄거리
십대 크라켄 소녀 루비 길먼은 인간 세상에 섞여 살아가지만, 바다에 대한 어머니의 엄격한 금지령을 어기고 친구들과 바다에 들어갔다가 자신이 대대로 바다를 지켜온 용감한 크라켄 일족의 후손임을 알게 된다. 또한, 루비는 바다를 다스릴 여왕이자 수호자가 될 운명이었다.
루비의 가족은 인간인 척 살아가지만, 루비가 바다에 들어가 사람을 구하면서 크라켄으로 변신하는 능력이 드러나고 만다. 루비는 자신의 정체에 혼란스러워하며, 할머니로부터 크라켄의 역사와 바다를 위협하는 존재들, 특히 사악한 인어 여왕 네리사가 있다는 사실을 알게 된다. 과거 네리사는 강력한 삼지창을 차지하려다 루비의 어머니 아가타에게 패배했고, 아가타는 삼지창을 숨긴 채 육지로 도망쳐 살고 있었다.
새로운 친구 첼시가 등장하고, 첼시는 루비에게 삼지창을 찾아 전쟁을 끝내자고 제안한다. 루비는 첼시와 함께 다니면서 크라켄으로서의 능력을 훈련하는 한편, 삼지창을 찾기 위해 금지된 바다 속으로 들어가게 된다. 하지만 첼시는 사실 네리사의 딸이었고, 루비는 배신당해 삼지창을 빼앗긴다. 네리사는 삼지창을 이용해 크라켄을 파괴하려 하고, 루비는 가족과 함께 맞서 싸운다. 결국 루비와 어머니, 할머니는 힘을 합쳐 삼지창을 파괴하고 네리사를 물리친다.
이후 루비는 자신의 정체성을 받아들이고 가족, 친구들과 화해하며, 인간 세상과 크라켄 세계를 잇는 존재로 성장한다. 마지막에는 새로운 위협을 감지하고 바다를 지키는 수호자로서 활약할 것을 다짐한다.

## 성우진
| 배역              | 영어 성우       |
| ----------------- | --------------- |
| 루비 길먼         | 라나 콘도어     |
| 애거사 길먼       | 토니 콜렛       |
| 첼시 밴더지       | 애니 머피       |
| 브릴              | 샘 리처드슨     |
| 아서 길먼         | 콜먼 도밍고     |
| 고든 라이트하우스 | 윌 포테이       |
| 코너              | 저부키 영화이트 |
| 마고              | 라이자 코시     |
| 샘 길먼           | 블루 채프먼     |
| 할마마마          | 제인 폰다       |
| 트레빈            | 에드와도 프랭코 |
| 블리스            | 라모나 영       |